# Kitadaitō (villaggio)
Kitadaitō (北大東村?, Kitadaitō-son) è un villaggio giapponese del distretto di Shimajiri, nella prefettura di Okinawa. Comprende l'isola omonima e la disabitata isola Okidaitō. Insieme al villaggio di Minamidaitō, che è costituito dal territorio dell'omonima isola vicina, forma le isole Daitō, Questo piccolo arcipelago fa parte delle isole Ryūkyū, ma si trova lontano dalle altre isole. La più vicina è Okinawa, verso ovest, dalla quale dista circa 350 km.
Secondo una stima del 2008, il comune di Kitadaitō aveva 573 abitanti, distribuiti su un'area di 13,1 km² per una densità di 43,74 ab./km².
L'aeroporto di Kitadaitō collega l'isola con Naha, il capoluogo della prefettura, e l'aeroporto di Minamidaitō.